# Ben van Os

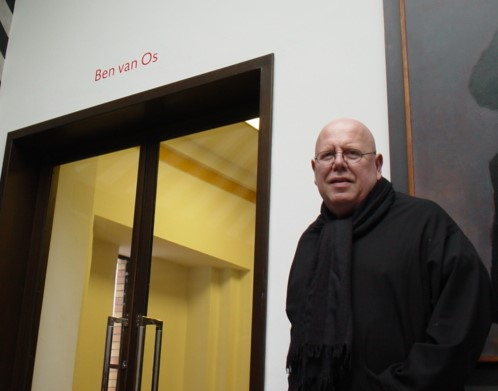
Ben van Os

Ben van Os (* 1. Dezember 1944 in Den Haag; † 2. Juli 2012 in Scheveningen, Niederlande) war ein niederländischer Szenenbildner.
1983 begann er seine Zusammenarbeit mit Jan Roelfs, zwei Jahre später begann deren enge Zusammenarbeit mit Peter Greenaway.
1990 erhielten Ben van Os und Roelfs den Europäischen Filmpreis in der Kategorie Bestes Szenenbild für Der Koch, der Dieb, seine Frau und ihr Liebhaber. Im Jahr darauf wurden die beiden mit dem Fachpreis (Vakprijz) des Goldenen Kalbs für die beste Leistung als Art Director ausgezeichnet.
Er wurde 1994 gemeinsam mit Jan Roelfs für den Oscar (Art Decoration, Set Decoration) für Orlando nominiert, 2004 für Das Mädchen mit dem Perlenohrring.

„Ich liebe es, die Welt durch die Augen eines Kindes, dem alles neu ist, zu betrachten. Als ich fünf Jahre alt war, fertigte ich für Märchen Miniatursets aus Lehm, heute, fünfzig Jahre später, mache ich das eigentlich noch immer, und ich hoffe, dies für den Rest meines Lebens tun zu können.“

## Filmografie (Auswahl)
- 1985: Mathilde
- 1985: Ein Z & zwei Nullen (A Zed and Two Noughts)
- 1986: Im Schatten des Sieges (Shadow of Victory)
- 1988: Verschwörung der Frauen (Drowning by Numbers)
- 1989: Der Koch, der Dieb, seine Frau und ihr Liebhaber (The Cook, the Thief, His Wife & Her Lover)
- 1991: Eline Vere
- 1991: Prosperos Bücher (Prospero's Books)
- 1992: Orlando
- 1993: Dark Blood
- 1993: Das Wunder von Mâcon (The Baby of Mâcon)
- 1994: 1000 Rosen
- 1995: Affair Play – Von Eifersucht getrieben (Affair Play)
- 1995: All Men Are Mortal
- 1997: Dunkle Tage in St. Petersburg (The Gambler)
- 1998: Alegría
- 1999: Quidam, Quidam
- 2000: Arabian Nights – Abenteuer aus 1001 Nacht (Arabian Nights)
- 2001: The Triumph of Love
- 2002: Claim
- 2002: Fogbound
- 2002: The Baroness and The Pig
- 2002: Max
- 2003: It’s All About Love
- 2003: Das Mädchen mit dem Perlenohrring (Girl with a Pearl Earring)
- 2004: The Libertine

## Belege
1. ↑  Production Designer Ben van Os (Girl with a Pearl Earring) overleden, niederländisch, abgerufen am 5. Juni 2013

| Personendaten    | Personendaten                                    |
| ---------------- | ------------------------------------------------ |
| NAME             | Os, Ben van                                      |
| KURZBESCHREIBUNG | niederländischer Szenenbildner und Bühnenbildner |
| GEBURTSDATUM     | 1. Dezember 1944                                 |
| GEBURTSORT       | Niederlande                                      |
| STERBEDATUM      | 2. Juli 2012                                     |
| STERBEORT        | Scheveningen, Niederlande                        |